# Mareja anceps
Mareja anceps är en insektsart som beskrevs av Fowler 1900. Mareja anceps ingår i släktet Mareja och familjen dvärgstritar. Inga underarter finns listade i Catalogue of Life.